# León Tajtadzhián
León Arménovich Tajtadzhián (en armenio: Լևոն Թախտաջյան; en ruso: Леон Арменович Тахтаджян; Ereván, Unión Soviética, 1 de octubre de 1950) es un físico matemático ruso de ascendencia armenia, profesor de matemáticas en la Universidad de Stony Brook e investigador en el Instituto Matemático Internacional Euler de San Petersburgo.
Tajtadzhián hijo del botánico armenio soviético Armén Tajtadzhián, obtuvo en 1975 su doctorado en el Instituto Steklov bajo la supervisión de Liúdvig Faddéyev con la tesis Integrabilidad completa de la ecuación {\displaystyle u_{tt}+u_{xx}+\sin(u)=0}. Tras ello comenzó a trabajar en la misma institución y en 1982 obtuvo su título de doctor en ciencias con la tesis Modelos completamente integrables de teoría de campos y mecánica estadística. Desde 1992 es profesor en la Universidad de Stony Brook, donde fue director del departamento de matemáticas de 2009 a 2013.
Su investigación se centra en sistemas integrables en la física matemática (como la teoría de solitones) y aplicaciones de las teorías cuánticas de campos y modelos de teoría de cuerdas a la geometría algebraica y al análisis complejo, incluyendo teorías cuánticas de campos sobre curvas algebraicas y leyes de reciprocidad asociadas, gravedad cuántica en dos dimensiones y geometría de Weil-Petersson en espacios de módulos, geometría de Kähler del espacio de Teichmüller universal y fórmulas de traza. Sus principales contribuciones son en la teoría de sistemas integrables clásicos y cuánticos, grupos cuánticos y geometría de Weil-Petersson de espacios de módulos. Junto con Liúdvig Faddéyev y Yevgueni Sklianin formuló el ansatz de Bethe algebraico y el método de dispersión inversa cuántico. Asimismo, junto con Faddéyev y Nikolái Reshetijin propuso un método de cuantización de grupos y álgebras de Lie, la construcción FRT. En 1983 fue ponente invitado en el Congreso Internacional de Matemáticos en Varsovia, donde dio la charla Integrable models in classical and quantum field theory.

## Obras destacadas

### Artículos
- Sklyanin, E. K.; Takhtadzhyan, L. A.; Faddeev, L. D. (1980). «Quantum inverse problem method I». Theoretical and Mathematical Physics 40 (2): 688. Bibcode:1979TMP....40..688S. doi:10.1007/BF01018718.
- Takhtadzhan, L. A.; Faddeev, Lyudvig D. (1979). «The quantum inverse problem method and the XYZ Heisenberg model». Russian Mathematical Surveys 34 (5): 11. Bibcode:1979RuMaS..34...11T. doi:10.1070/RM1979v034n05ABEH003909.
- Faddeev, L. D.; Reshetikhin, N. Yu.; Takhtajan, L. A. (1990). Quantization of Lie Groups and Lie Algebras 1. pp. 193-225. Bibcode:1990ASMP...10..299F. ISBN 9781483268026. doi:10.1142/9789812798336_0016. traducción de Квантование групп Ли и алгебр Ли. 1989.
- Takhtajan, Leon (1994). «On foundation of the generalized Nambu mechanics». Communications in Mathematical Physics 160 (2): 295-315. Bibcode:1994CMaPh.160..295T. doi:10.1007/BF02103278.
- Zograf, P. G.; Takhtadzhyan, L. A. (1988). «On uniformization of Riemann surfaces and the Weil–Petersson metric on Teichmüller and Schottky spaces». Mathematics of the USSR-Sbornik 60 (2): 297. Bibcode:1988SbMat..60..297Z. doi:10.1070/SM1988v060n02ABEH003170.

### Monografías
- Faddeev, Ludwig; Takhtajan, Leon (2007). Hamiltonian methods in the theory of solitons (2nd edición). Springer Verlag. ISBN 9783540699699.
- Weil–Petersson Metric on the Universal Teichmuller Space 183. Memoirs of the Amer. Math. Soc. 2006.
- Quantum mechanics for mathematicians. American Mathematical Society. 2008.